# Van Heemstra
Van Heemstra je nizozemský šlechtický rod původem z Fríska.
Historie rodu je doložena z roku 1492, kdy Taecke Obbema Heemstra hlasoval v Oostergo za šlechtu. V roce 1813 po založení Nizozemského království byla do nizozemské šlechty integrována i fríská šlechta, od roku 1814 byl rod uznán pravoplatným členem nizozemské šlechty s titulem baron.

## Známí příslušníci rodu
- Baron Schelto van Heemstra (1804–1864), nizozemský politik, premiér nizozemské vlády
- Baron Aarnoud van Heemstra (1871–1957), nizozemský politik a státní úředník, guvernér Surinamu, otec baronky Elly van Heemstra a dědeček herečky Audrey Hepburnové
- Matka hollywoodské herečky Audrey Hepburnové baronka Ella van Heemstra (1900–1984)

## Erb
Zlatý orel v modrém poli.